# Dreistecken
Dreistecken (2382 m n. m.) je hora v Rottenmannských Taurách na území rakouské spolkové země Štýrsko. Nachází se v hřebeni vybíhajícím od hory Grosser Bösenstein (2448 m) směrem na severozápad. Na severu ji od hory Hochhaide (2363 m) odděluje sedlo Moserscharte (2160 m) a na jihu od hory Sonntagskarspitze (2350 m) sedlo Gamsscharte (2215 m). Z jihovýchodního nižšího vrcholu (2339 m) vybíhá východním směrem krátká rozsocha s vrcholy Seekarspitze (2115 m), Große Rübe (2093 m) a Kleine Rübe (1848 m). Na severovýchod od Dreisteckenu se rozkládá jezero Gemeinsee (1949 m) a na jihovýchod jezero Gefrorenersee (2076 m).

## Přístup
- po značené turistické cestě č. 944 od chaty Rottenmanner Hütte

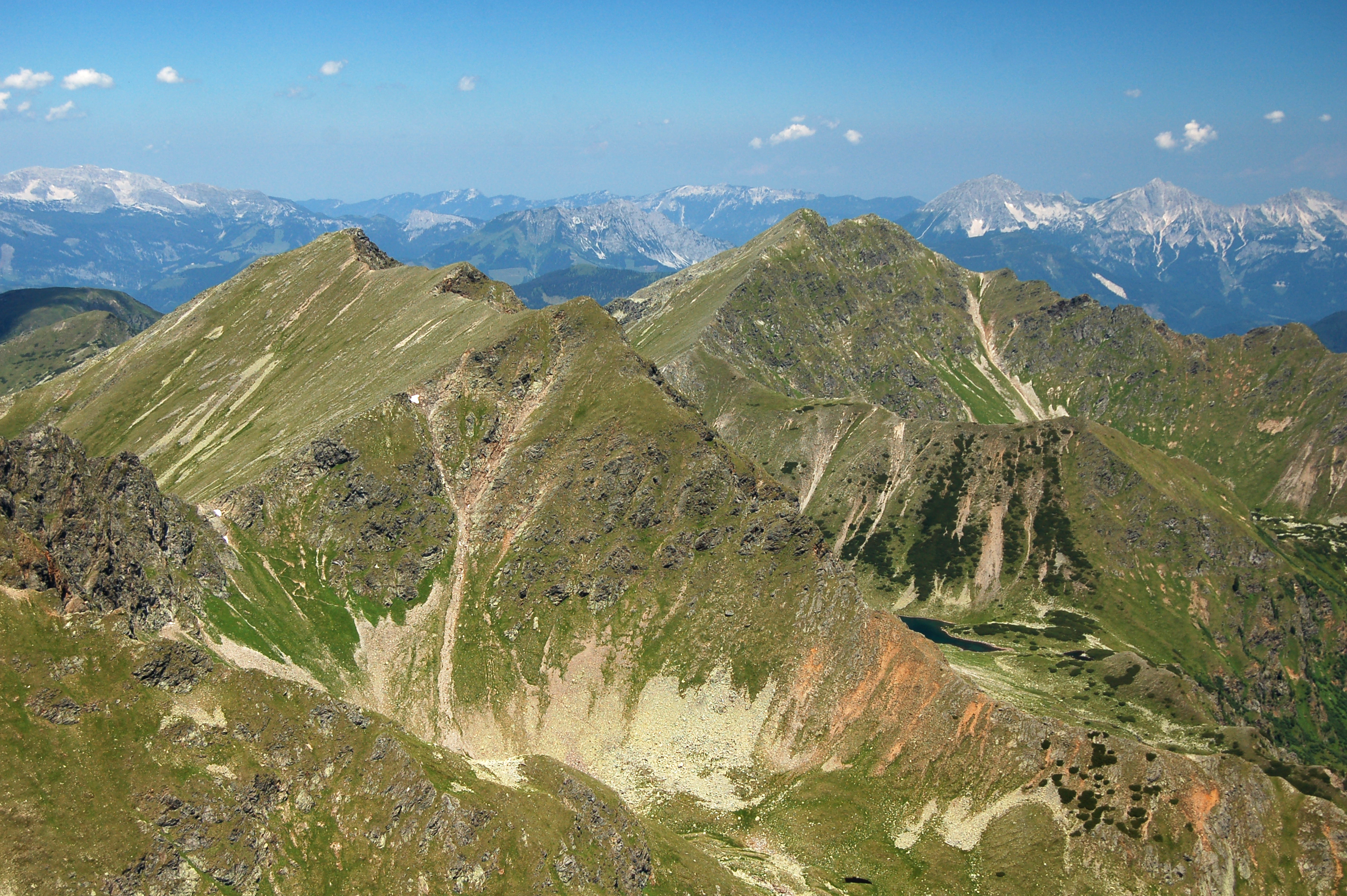
Dreistecken vlevo, Hochhaide vpravo

- po značené turistické cestě č. 944 od chaty Edelrautehütte